# Hugo Weisgall
Hugo David Weisgall (Ivančice, Moràvia (aleshores part d'Àustria-Hongria, 13 d'octubre, 1912 - Nova York (Estats Units), 11 de març, 1997) va ser un compositor i director d'orquestra nord-americà, conegut principalment per les seves composicions d'òpera i música vocal.

## Vida i carrera
Hugo Weisgall des de Txecoslovàquia) i es va traslladar als Estats Units amb els seus pares el 1920 a l'edat de vuit anys.
Weisgall va estudiar a l'Institut Peabody, de manera privada amb Roger Sessions, i al Curtis Institute of Music amb el director Fritz Reiner i la compositora Rosario Scalero. Més tard va obtenir un doctorat en literatura alemanya a la Universitat Johns Hopkins. Durant la Segona Guerra Mundial va ser ajudant de camp del general George Patton. Després de la guerra es va convertir en professor i va ensenyar al "Queens College", la Juilliard School i el Seminari Teològic Jueu d'Amèrica, tots a la ciutat de Nova York. Entre els seus alumnes destacats destaquen els compositors Dominick Argento, Bruce Saylor i l'acordionista i compositor William Schimmel.
Weisgall provenia d'una família de diverses generacions de cantors i va mantenir un interès de tota la vida per la música jueva, tant sacra com profana. L'any 1992 va rebre l'encàrrec dels Amics de la Biblioteca del Seminari Teològic Jueu d'escriure un cicle de cançons, Salm de la coloma llunyana, commemorant el 500 aniversari de l'expulsió dels jueus d'Espanya. Altres obres importants inclouen la seva òpera més ambiciosa, Athalia (libret: Richard Frank Goldman, segons de Jean Racine), i els seus sis personatges a la recerca d'un autor (llibret: Denis Johnston, segons de Luigi Pirandello).
Hugo Weisgall va morir als 84 anys a Long Island, Nova York.

## Obres principals
Òperes

- Night (1932, no representat). Òpera en 1 acte. Libretto: després de l'obra de Sholem Asch
- Lilith (1934, no representada). Òpera en 1 acte. Llibret: després de l'obra de L. Elman
- The Tenor (1948–1950). Òpera en 1 acte. Llibret: Karl Shapiro i Ernst Lert (després de l'obra de Frank Wedekind). Estrena mundial: 11 de febrer de 1952 a Baltimore (Peabody Opera Company; director: Hugo Weisgall)
- The Stronger (1952). Òpera en 1 acte. Llibret: Richard Henry Hart (després de l'obra Den Starkare d'August Strindberg). WP (versió per a piano): 9 d'agost de 1952 Westport, Connecticut (White Barn Theatre; Hilltop Opera Company). WP (versió orquestral): 1955 Nova York (Columbia University)
- Six Characters in Search of an Author  (1953–1956). Òpera en 3 actes. Llibret: Denis Johnston (segons l'obra de Luigi Pirandello). WP: 26 d'abril de 1959 Nova York (New York City Opera; amb Beverly Sills [Coloratura])
- Purgatory (1958). Òpera en 1 acte. Llibret: després de l'obra de William Butler Yeats. WP: 17 de febrer de 1961 Washington (Biblioteca del Congrés)
- The Gardens of Adonis (1959, revisat 1977–1981). Òpera en 3 escenes. Llibret: John Olon-Scrymgeour (després de l'obra Venus i Adonis d'André Obey, basada en el poema homònim Venus i Adonis, (poema) de William Shakespeare) . WP: 12 de setembre de 1992 Omaha, Nebraska (Witherspoon Concert Hall)
- Athalia (1960–1963). Òpera en 2 parts. Llibret: Richard Frank Goldman (després de l'obra Athalie [1691] de Jean Racine). WP: 17 de febrer de 1964 Nova York (concert)
- Nine Rivers from Jordan (1964–1968). Òpera en pròleg i 3 actes. Llibret: Denis Johnston. WP: 9 d'octubre de 1968 Nova York (Òpera de la ciutat de Nova York)
- Jenny, or The Hundred Nights (1975/76). Òpera en 1 acte. Llibret: John Hollander (després d'una obra [Noh] de Yukio Mishima). WP: 22 d'abril de 1976 (Juilliard School, American Opera Center)
- Will You Marry Me? (1989). Òpera en 1 acte. Llibret: Charles Kondek (després de l'obra A Marriage Has Been Arranged d'Alfred Sutro). WP: 8 de març de 1989 Nova York (Opera Ensemble of New York)
- Esther (1990–1993). Òpera en 3 actes. Llibret: Charles Kondek (després de l'Bíblia). WP: 8 d'octubre de 1993 Nova York (Òpera de la ciutat de Nova York)

Música vocal

- A Garden Eastward Cantata per a soprano i orquestra
- A Song of Celebration per a tenor, soprano, cor i orquestra
- Pregària vespertina per la pau (Ki el shomrenu) per a cor a capella
- Fantasias i invents per a baríton i 5 instruments
- Fortress, Rock of Our Salvation (Moos tzur) per a cor a capella
- Lyrical Interval cicle de cançons per a veu baixa i piano
- Psalm of the Distant Dove Càntic per a mezzosoprano i piano
- So Speke Rabbi Akiba (Omar Rabbi Akiba) per a cor a capella
- "Liebeslieder" per a soprano i piano